# هيل (أسطورة)
هل أو هيل هي إلهة الموتى وهي ابنة لوكي والعملاقة أنكربودا وسكنت تحت جذور الشجرة المقدسة إغدراسيل وأعطيت ملك عوالم هيلهايم التسعة، ونفي الحكايات الأولى كان كل الأموات يذهبون معها ثم تطورت وأصبح الأموات من المرض والهرم يأتون معها فقط وأصبحت مرادفة للعذاب والرعب، ومسكنها هو إلفيدنير Elvidnir أو السحب السوداء وطبقها هو هونغر Hungr أو الجوع وسكينها سولت Sullt المجاعة وخدمها غانغلاته Ganglate أو الأقدام البطيئة وسريرها كير Kiir أي المرض وستائر سريرها هي بليكياندابول Blikiandabol أي التعاسة العظيمة وهي تحكم نيفلهايم أرض الجليد والظلام الدائمين.